# Łuk Triumfalny w Bukareszcie
Łuk Triumfalny (rum. Arcul de Triumf) – łuk triumfalny usytuowany w północnej części Bukaresztu, na alei Kiseleff.
Pierwszy, drewniany łuk stanął w tym samym miejscu zaraz po uzyskaniu niepodległości przez Rumunię (1878 r.) – walczące o wolność kraju oddziały mogły więc pod nim przejść. Kolejny obiekt wybudowano w 1922 r., po I wojnie światowej. Zburzono go w 1935 r., aby wybudować kolejny pomnik, który znajduje się obecnie w tym samym miejscu. Budowa zakończyła się we wrześniu 1936.
Łuk ma 27 metrów wysokości, zbudowano go według planów architekta Petre Antonescu. Podstawą jest prostokąt o bokach 25 × 11,5 m. Ozdabiające konstrukcję rzeźby wykonali znani rumuńscy rzeźbiarze, m.in. Ion Jalea czy Dimitrie Paciurea.
Łuk Triumfalny poświęcony jest wszystkim żołnierzom walczącym w barwach Rumunii. Podobieństwo do paryskiego Łuku Triumfalnego symbolizuje również przyjaźń rumuńsko-francuską.